# Frederico José Rosal
Frederico José Rosal García (27 de agosto de 1987) es un deportista guatemalteco que compitió en taekwondo. Ganó una medalla de bronce en los Juegos Panamericanos de 2007, y una medalla de plata en el Campeonato Panamericano de Taekwondo de 2010.

## Palmarés internacional
| Juegos Panamericanos    | Juegos Panamericanos    | Juegos Panamericanos | Juegos Panamericanos |
| Año                     | Lugar                   | Medalla              | Categoría            |
| ----------------------- | ----------------------- | -------------------- | -------------------- |
| 2007                    | Río de Janeiro (Brasil) | Medalla de bronce    | –58 kg               |
| Campeonato Panamericano |                         |                      |                      |
| Año                     | Lugar                   | Medalla              | Categoría            |
| 2010                    | Monterrey (México)      | Medalla de plata     | –63 kg               |